# Gingicithara cylindrica
Gingicithara cylindrica é uma espécie de gastrópode do gênero Gingicithara, pertencente à família Mangeliidae.